# ヴァイノ・ハンニカイネン
ヴァイノ・アトス・ハンニカイネン（Väinö Atos Hannikainen, 1900年1月12日 ユヴァスキュラ - 1960年8月7日 クフモイネン）は、フィンランドの指揮者、作曲家。フィンランド音楽界に貢献したハンニカイネン家の一員として知られる。

## 生涯
ヴァイノ・ハンニカイネンは1900年1月12日、フィンランド中部のユヴァスキュラに生まれた。彼は著名な音楽一家であるハンニカイネン家の一員であり、父は作曲家・教育者のペッカ・ハンニカイネン、兄には指揮者のタウノ・ハンニカイネン、ピアニストのイルマリ・ハンニカイネン、チェリストのアルヴォ・ハンニカイネンがいる。幼少期から音楽に囲まれた環境で育ち、早くからその才能を発揮した。
ヘルシンキ音楽院（現在のシベリウス音楽院）で学び、指揮と作曲を専攻した。卒業後、彼は主に指揮者として活動し、フィンランド国内外のオーケストラを指揮した。特にフィンランド国立歌劇場（Finnish National Opera）の指揮者として長年活躍し、オペラの分野で重要な役割を担った。彼の指揮は、明瞭さと表現豊かな解釈で評価された。
また、作曲家としても活動し、オペラ、バレエ、合唱曲、歌曲など、多岐にわたるジャンルの作品を手がけた。彼の作品は、フィンランドの民族音楽に根ざした要素と、当時のヨーロッパ音楽の潮流を融合させたものであった。しかし、彼の作曲活動は指揮活動ほど広く知られることはなかった。
1960年8月7日、クフモイネンにて60歳で死去した。

### 業績
ヴァイノ・ハンニカイネンは、フィンランド音楽の発展に貢献した重要な人物である。特にフィンランド国立歌劇場での功績は大きく、多くのオペラの初演や再演を手がけ、フィンランドにおけるオペラ文化の普及に尽力した。彼の指揮は、作品の本質を捉え、聴衆に深い感動を与えるものであった。

### 家族
ヴァイノ・ハンニカイネンの家族は、フィンランド音楽史において特筆すべき存在である。
- 父：ペッカ・ハンニカイネン（Pekka Hannikainen, 1854-1924）：作曲家、教育者。
- 兄：タウノ・ハンニカイネン（Tauno Hannikainen, 1896-1968）：指揮者。
- 兄：イルマリ・ハンニカイネン（Ilmari Hannikainen, 1892-1955）：ピアニスト、作曲家。
- 兄：アルヴォ・ハンニカイネン（Arvo Hannikainen, 1897-1942）：チェリスト、作曲家。

### 参考書籍
- Finnish Music Information Centre (FIMIC)
- The New Grove Dictionary of Music and Musicians

| スタブアイコン | サブスタブ | この項目は、まだ閲覧者の調べものの参照としては役立たない、音楽関係者（バンド等）に関連した書きかけの項目です。この項目を加筆・訂正などしてくださる協力者を求めています（P:音楽/PJ:芸能人）。 |